# Plitvicesjöarnas nationalpark
Nationalparken Plitvicesjöarna (kroatiska: Nacionalni park Plitvička jezera) är en nationalpark i Kroatien, och en av de äldsta och största. Den är belägen i länen Lika-Senj och Karlovac, där floden Korana har format 16 insjöar längs ett mycket kalkrikt område. Mellan sjöarna finns det mängder av mindre och större vattenfall. I nationalparken finns också en av de äldsta skogarna i Europa.

## Indelning
Sjöarna är indelade i två grupper – den övre och den nedre gruppen.
Större sjöar i den övre gruppen:
- Prošćansko
- Ciginovac
- Okrugljak veliko
- Galovac
- Gradinsko

Sjörre sjöar i den nedre gruppen:
- Kozjak
- Milanovac

## Historia
Plitvice är ett världsarv sedan 1979, ett världsarv som år 2000 utökades med 10 020 hektar och nu totalt omfattar 29 631 hektar.
På våren 1991, under Jugoslaviens upplösning, blev området platsen för Plitvices blodiga påsk. Det var den första väpnade konfrontationen som ledde till dödsfall.

## Bilder

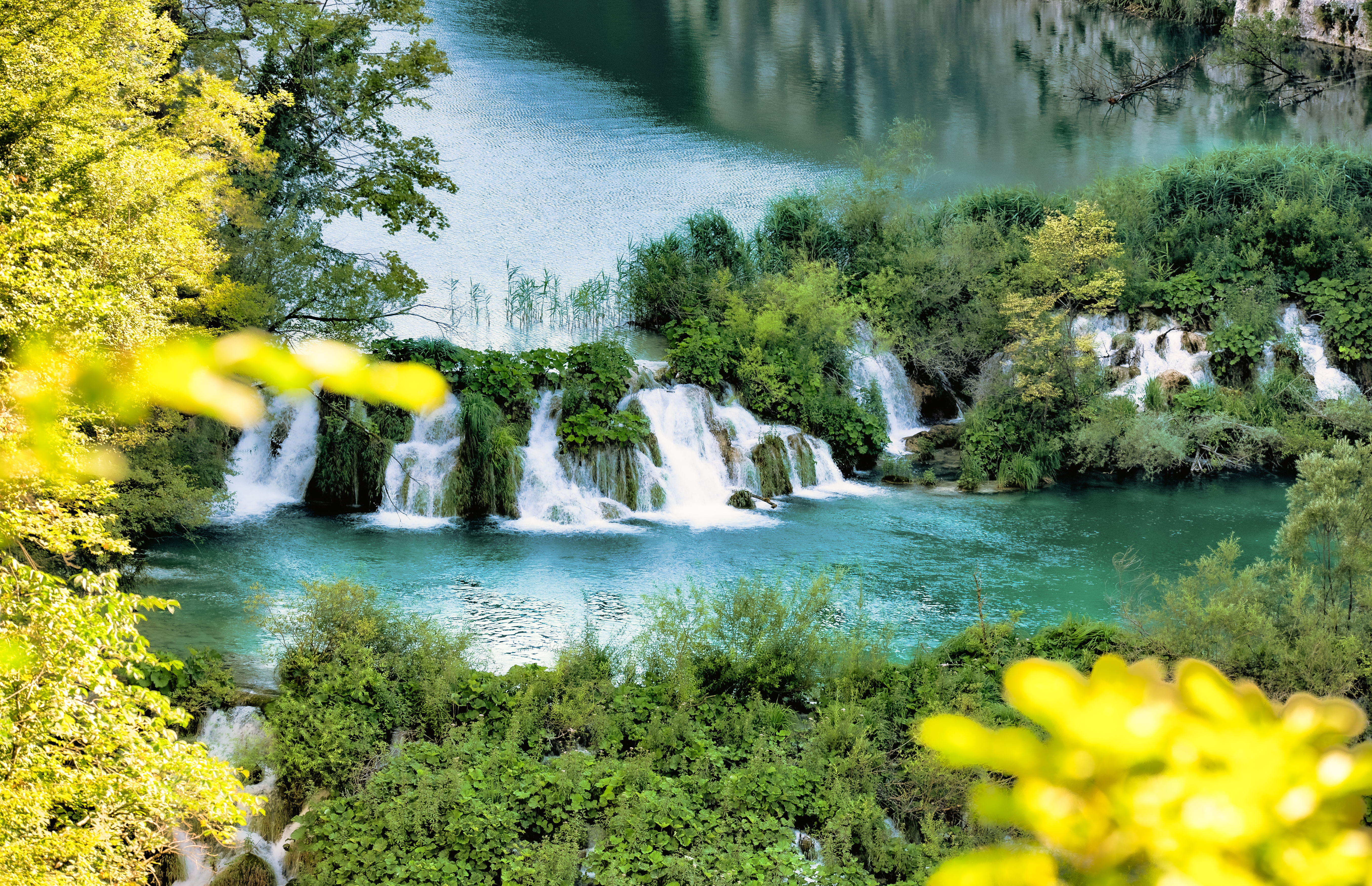
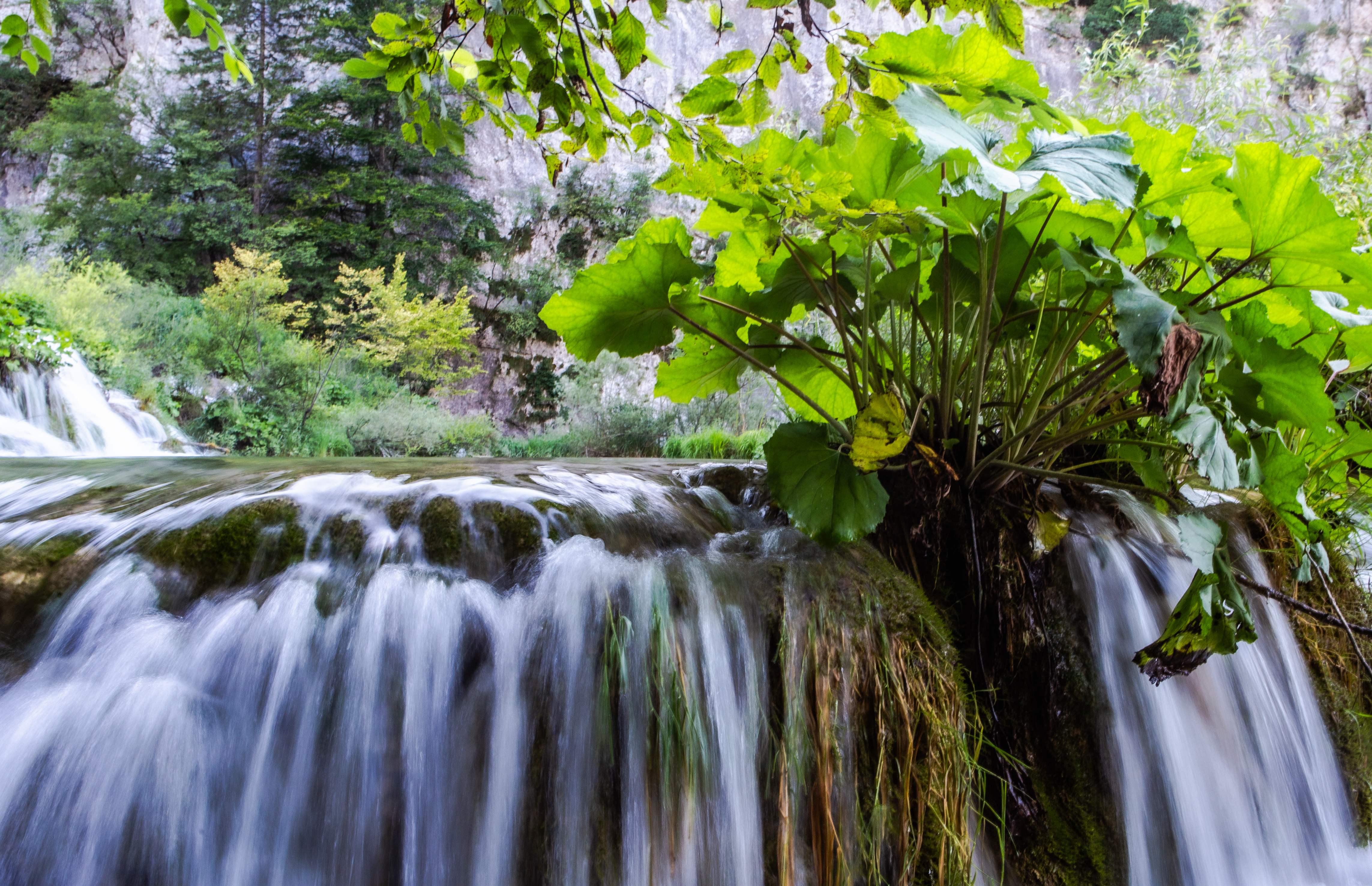
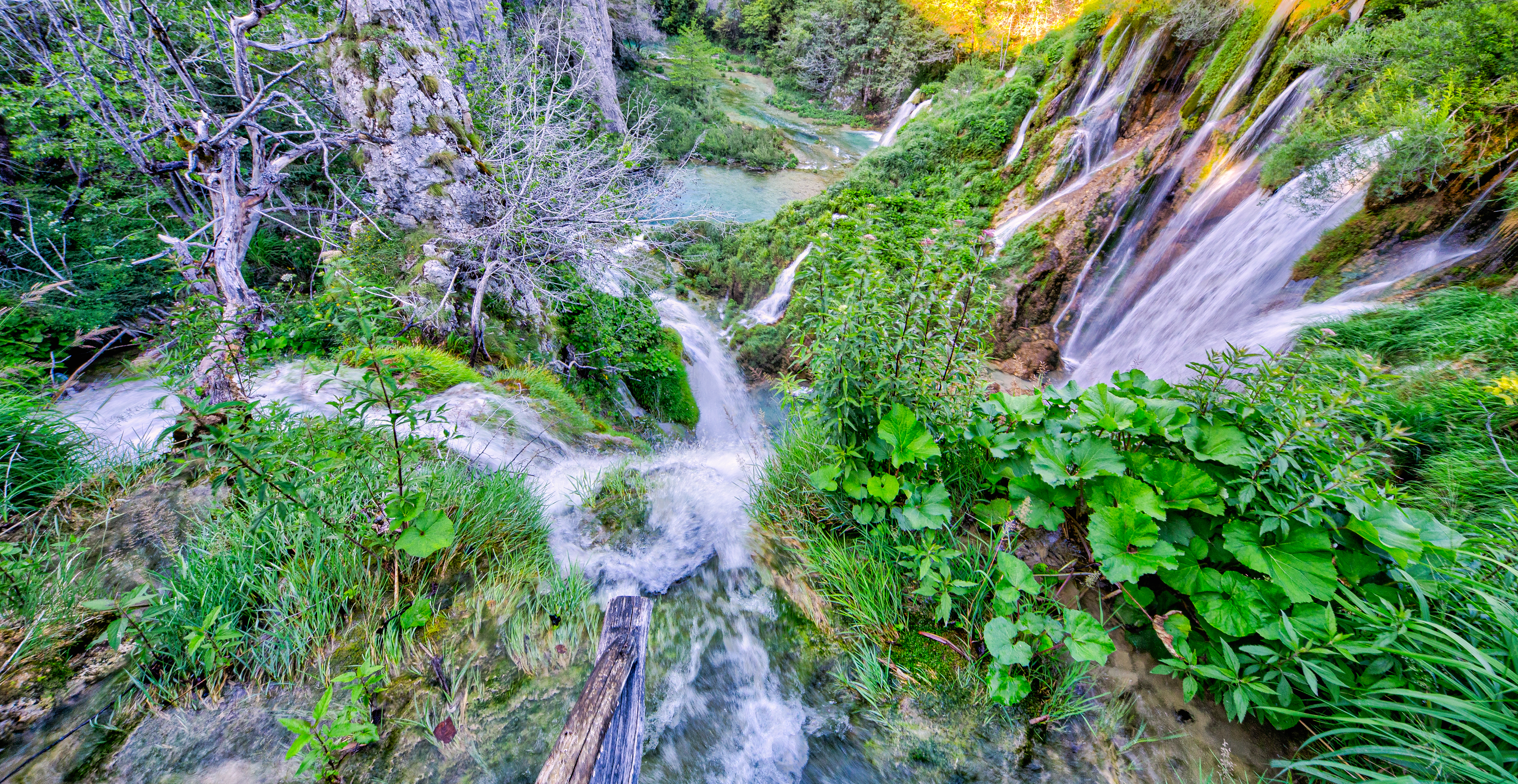
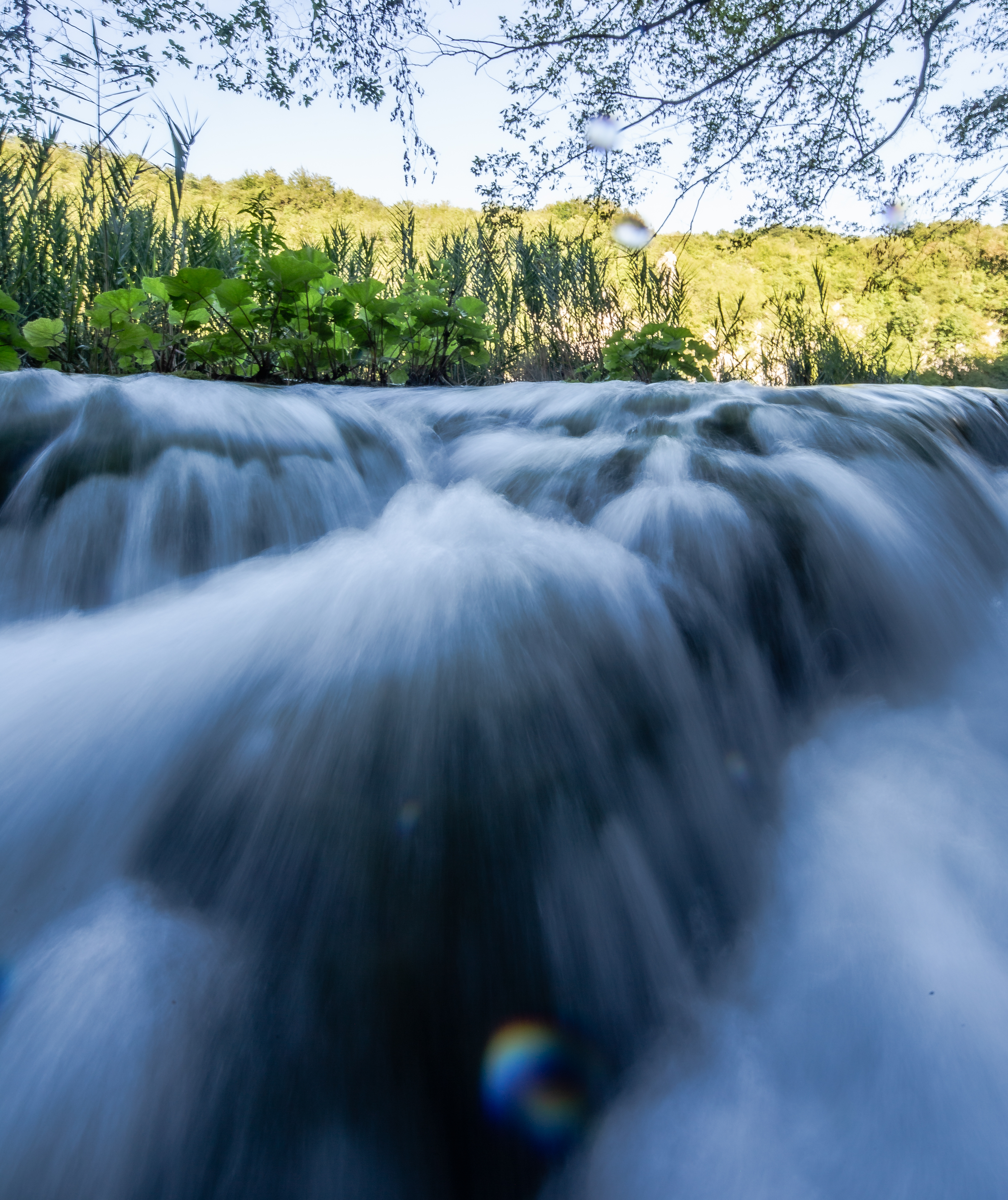
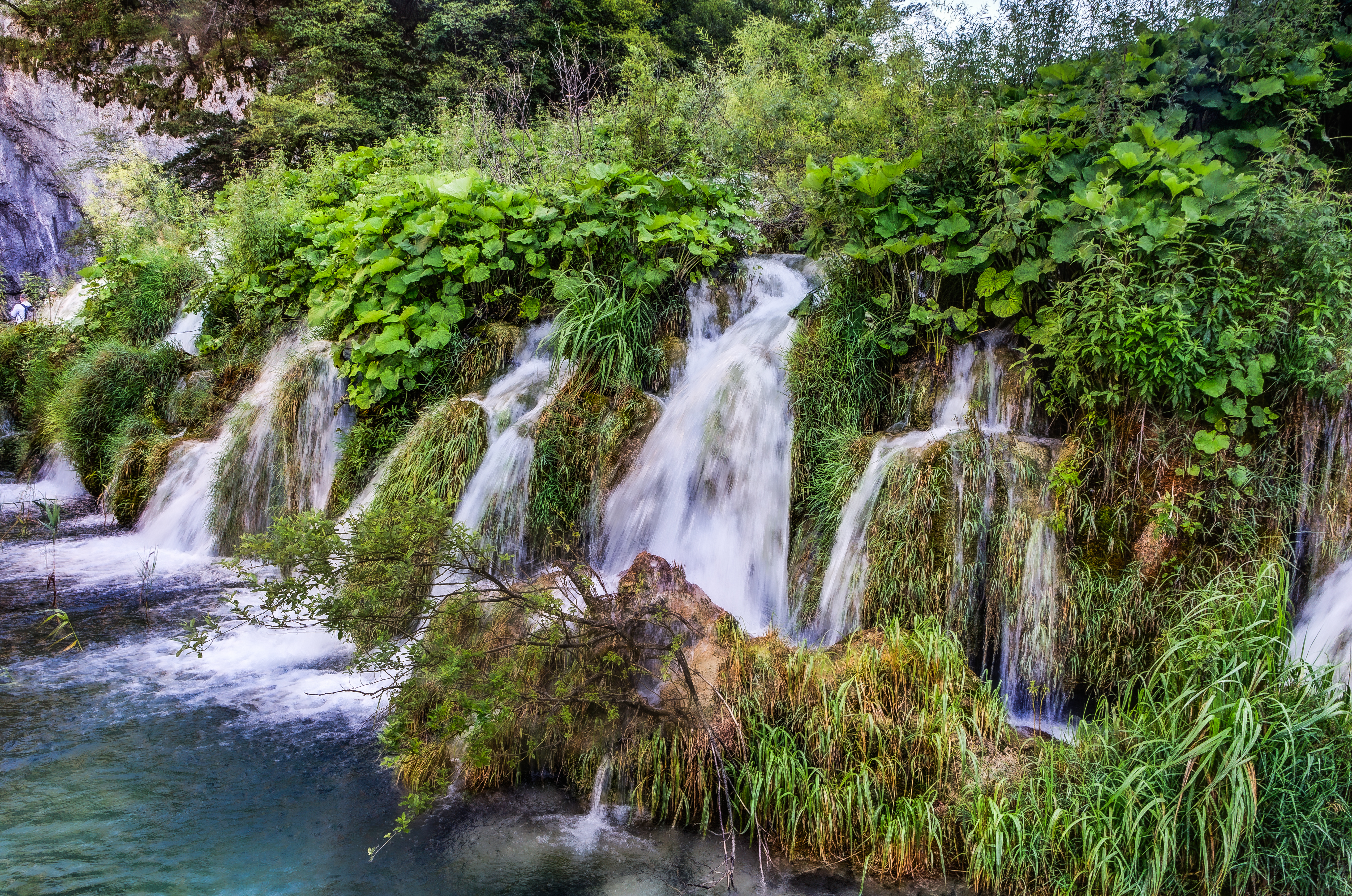
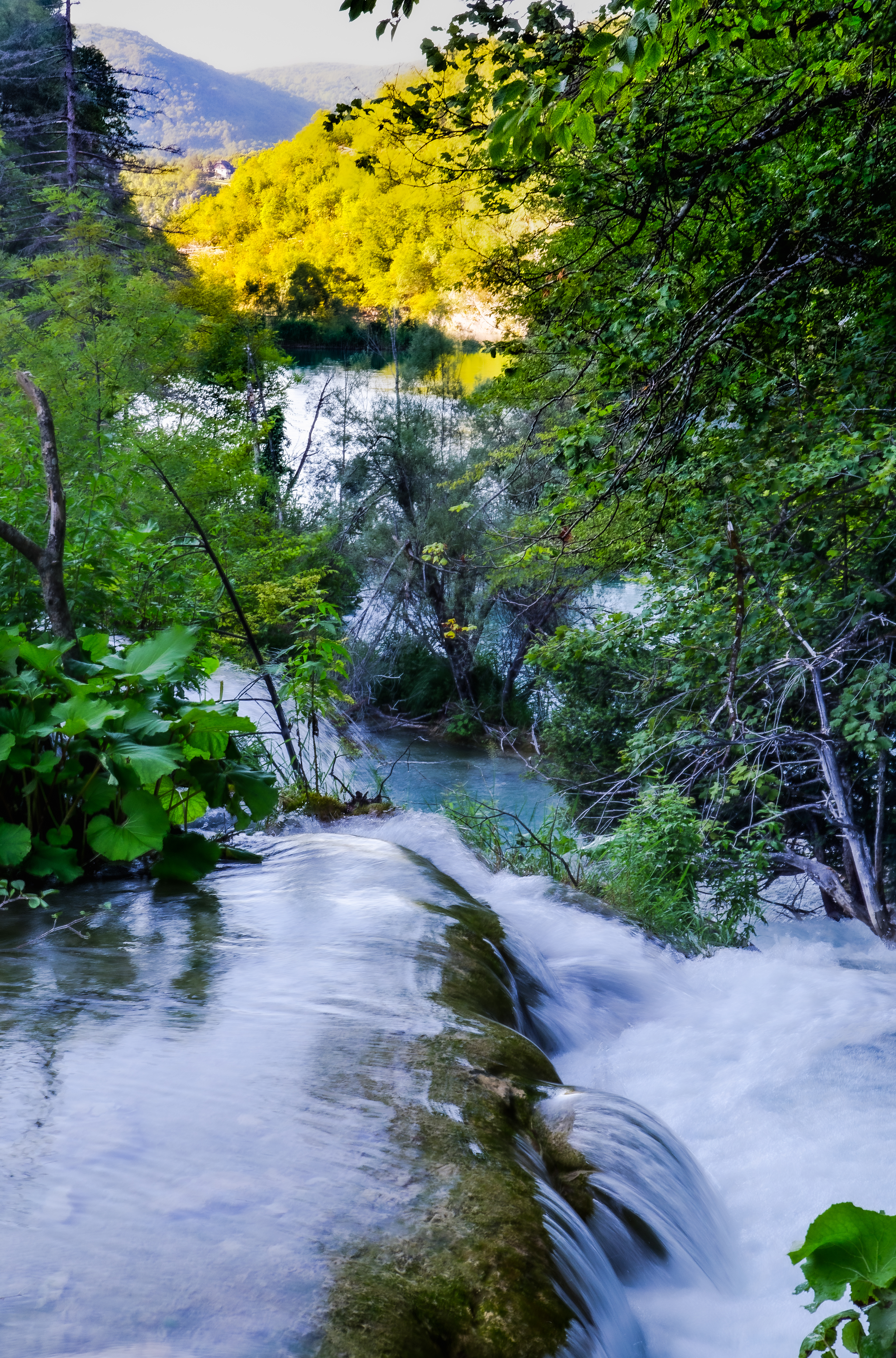